# Гречаний суп
Греча́ний суп — суп, зварений на овочевому, кістковому, м'ясному бульйоні: яловичині, свинині, курятині з використанням гречаних круп.
85 рецептів гречаного супу Кожна господиня знає, що в українській кухні багато рецептів з гречкою, адже цей продукт завжди був основою наших столів. Вони смачні, ситні і дуже корисні для здоров'я. Одним з таких рецептів є гречаний суп, що ідеально підходить на обід або вечерю. Він містить багато вітамінів і мінералів, а готувати його дуже просто.
У каструлю з налитою водою, що стоїть на ввімкненій плиті засипати гречаних круп, через декілька хвилин покласти підготовлену картоплю, нарізану кубиками.
Тим часом приготувати засмажку; засмажити на олії порізану цибулину та натерту на тертці морквину. Покришити зелень — кріп та петрушку. Як картопля стане м'якою, до супу покласти розтовчених два зубчики часнику та 8-10 горошин чорного перцю.
Всипати засмажку та зелень, посолити до смаку. Страву можна подавати до столу.
Гречаний суп можна приготувати без м'яса (вегетаріанський варіант), але з помідорами. Також є альтернативний варіант приготування з грибами. Для цього вариться овочевий бульйон, в який додають картоплю і гречку, водночас гриби (в даному випадку печериці) тушкуються з цибулею і морквою на сковорідці. Коли гречка і картопля звариться треба додати тушковані гриби і прокип'ятити 5 хвилин. Можна також додавати різні приправи за смаком: орегано, розмарин, кмин.